# Dagenham East (stanice metra v Londýně)
Dagenham East je stanice metra v Londýně, otevřená 1. května 1885 jako Dagenham. 1. května 1949 došlo k přejmenování na současné jméno. V letech 1948-1969 vedení stanice spadalo pod British Railways. Autobusové spojení zajišťují linky 103 a 364. Stanice se nachází v přepravní zóně 5 a leží na lince:
- District Line mezi stanicemi Elm Park a Dagenham Heathway.

| Rok  | Počet cestujících |
| ---- | ----------------- |
| 2011 | 2,22 mil          |
| 2012 | 2,29 mil          |
| 2013 | 2,42 mil          |
| 2014 | 2,66 mil          |